# 波雷拉斯
波雷拉斯（西班牙語：Porreras）是西班牙巴利阿里群岛的一个市镇。总面积87平方公里，总人口4069人（2001年），人口密度47人/平方公里。